# Singspiel (cheval)
Singspiel (1992-2010) est un cheval de course pur-sang. Né en Irlande, par In The Wings et Glorious Song (par Halo), il est entraîné en Angleterre par Sir Michael Stoute pour le compte de son propriétaire-éleveur Cheikh Mohammed Al Maktoum.

## Carrière de courses
Singspiel commence sa carrière modestement, au mois de septembre de ses deux ans, par une cinquième place à Leicester, mais il trouve le chemin du succès deux semaines plus tard à Chester. Pour sa troisième et dernière sortie de l'année, il croise la route d'un certain Celtic Swing, deux ans phénoménal qui le laisse à 8 longueurs. On le retrouve au printemps suivant dans le circuit des préparatoires aux classiques, le poulain prenant une bonne deuxième place dans le Classic Trial (Gr.3) derrière Pentire, un autre futur vainqueur de groupe 1 (Champion Stakes et King George). Pourtant il ne prend pas part aux classiques, mais participe au meeting d'Ascot, ne pouvant faire mieux que quatrième du Chester Vase (Gr.3). Sa première tentative au niveau groupe 1 a lieu en France dans le Grand Prix de Paris, et elle se solde par une belle deuxième place, une encolure derrière Valanour. Il réédite cette performance dans les Eclipse Stakes, battu une fois encore d'une encolure cette fois par Halling, puis enchaîne un troisième accessit d'honneur consécutif dans les Great Voltigeur Sakes (Gr.2), de nouveau battu par Pentire, cette fois d'un souffle. Après toutes ces deuxièmes places, Singspiel méritait bien une victoire, qu'il obtient finalement dans une Listed Race en septembre, et s'en tient là pour son année de 3 ans.
La carrière de Singspiel va prendre une autre ampleur lorsqu'il aborde les courses de chevaux d'âge. Il réussit sa rentrée dans les Gordon Richards Stakes (Gr.3) devant un autre champion en devenir, Pilsudski, puis reprend sa litanie de premiers accessits, une courte défaite face à l'excellent Swain dans la Coronation Cup puis une autre plus nette face à Posidonas dans les Princess of Wales's Stakes (Gr.2). Très régulier, il remporte les Select Stakes (Gr.3) en prélude à un premier déplacement intercontinental synonyme de premier succès de groupe 1 dans les Canadian International Stakes. Désormais familier des joutes internationales richement dotées, il enchaîne par une deuxième place dans le Breeders' Cup Turf de Pilsudski, puis, insatiable, s'adjuge la Japan Cup, témoignant d'une faculté d'adaptation hors du commun à des hippodromes et des styles de courses. Et ce n'est pas fini : au bout de l'hiver, Singspiel s'envole du côté du Golfe Persique pour remporter la Dubaï World Cup. Aucun cheval n'avait ainsi enchaîné ces grands prix internationaux qui demandent des aptitudes très différentes et Singspiel, sur 2 000 ou 2 400 mètres, sur le gazon comme sur le dirt, a failli y réaliser un extraordinaire grand chelem.
Et ce n'est pas fini. De retour en Europe après son tour du monde, Singspiel s'offre la Coronation Cup avant de connaître l'une de ses rares déconvenues dans les King George & Queen Elizabeth Stakes, terminant lointain quatrième de Swain. Mais il remet vite les pendule à l'heure dans les International Stakes, qu'il gagne face à un petit lot très bien composé (la championne Bosra Sham et les derby-winners Benny The Dip et Desert King). Ce sera sa dernière apparition en compétition. Programmé pour faire ses adieux dans le Breeders' Cup Turf, Singspiel se blesse gravement à l'entraînement, devant subir une lourde opération. Sauvé, il prend la direction du haras, auréolé d'un palmarès atypique qui lui garantit un compte en banque bien rempli, le cheval ayant accumulé près de six millions de dollars de gains.

### Résumé de carrière
| Date         | Hippodrome   | Pays        | Course                            | Statut      | Distance    | jockey      | Cote        | Place       | Écart       | Vainqueur ou deuxième | Temps       | Gains       |
| 1994, 2 ans  | 1994, 2 ans  | 1994, 2 ans | 1994, 2 ans                       | 1994, 2 ans | 1994, 2 ans | 1994, 2 ans | 1994, 2 ans | 1994, 2 ans | 1994, 2 ans | 1994, 2 ans           | 1994, 2 ans | 1994, 2 ans |
| ------------ | ------------ | ----------- | --------------------------------- | ----------- | ----------- | ----------- | ----------- | ----------- | ----------- | --------------------- | ----------- | ----------- |
| 6 septembre  | Leicester    | Royaume-Uni | Maiden Class D                    | Maiden      | 1 400 m     | J. A. Reid  | 5/1         | 5e / 16     | 3           | Mandarina I           | 1'23"10     |             |
| 21 septembre | Chester      | Royaume-Uni | Maiden Class D                    | Maiden      | 1 400 m     | L. Dettori  | 4/6         | 1er / 8     | 2 ½         | Embryonic             | 1'35"03     | £ 3 673,40  |
| 9 octobre    | Ascot        | Royaume-Uni | Conditions Stakes Class B         | Conditions  | 1 400 m     | W. Swinburn | 9/4         | 2e / 6      | 8           | Celtic Swing          | 1'27"25     | £ 3 744     |
| 1995, 3 ans  |              |             |                                   |             |             |             |             |             |             |                       |             |             |
| 29 avril     | Sandown Park | Royaume-Uni | Classic Trial                     | Gr. 3       | 2 000 m     | W. Swinburn | 8/1         | 2e / 8      | enc.        | Pentire               | 2'07"48     | £ 15 973,80 |
| 9 mai        | Chester      | Royaume-Uni | Chester Vase                      | Gr. 3       | 2 400 m     | W. Swinburn | Égal.       | 4e / 7      | 5           | Luso                  | 2'38"38     | £ 2 272,50  |
| 25 juin      | Longchamp    | France      | Grand Prix de Paris               | Gr. 1       | 2 000 m     | M. Kinane   | 41/10       | 2e / 10     | enc.        | Valanour              | 2'02"20     | £ 57 485    |
| 8 juillet    | Sandown Park | Royaume-Uni | Eclipse Stakes                    | Gr. 1       | 2 000 m     | M. Kinane   | 9/2         | 2e / 8      | enc.        | Halling               | 2'05"32     | £ 57 768    |
| 15 août      | York         | Royaume-Uni | Great Voltigeur Sakes             | Gr. 2       | 2 400 m     | M. Kinane   | 5/2         | 2e / 4      | cte tête    | Pentire               | 2'29"86     | £ 17 164,60 |
| 8 septembre  | Doncaster    | Royaume-Uni | O. & K. Troy Stakes               | Listed      | 2 400 m     | M. Kinane   | 3/10        | 1er / 3     | 2 ½         | Jumairah Sun          | 2'45"95     | £ 15 076    |
| 1996, 4 ans  |              |             |                                   |             |             |             |             |             |             |                       |             |             |
| 27 avril     | Sandown Park | Royaume-Uni | Gordon Richards Stakes            | Gr. 3       | 2 000 m     | L. Dettori  | 11/10       | 1er / 11    | 3           | Pilsudski             | 2'06"68     | £ 19 600    |
| 8 juin       | Epsom        | Royaume-Uni | Coronation Cup                    | Gr. 1       | 2 400 m     | M. Kinane   | 9/4         | 2e / 4      | enc.        | Swain                 | 2'40"27     | £ 106 560   |
| 9 juillet    | Newmarket    | Royaume-Uni | Princess of Wales's Stakes        | Gr. 2       | 2 400 m     | M. Kinane   | 7/4         | 2e / 8      | 1 ¼         | Posidonas             | 2'28"92     | £ 13 536    |
| 14 septembre | Goodwood     | Royaume-Uni | Select Stakes                     | Gr. 3       | 2 000 m     | C. Asmussen | 11/10       | 1er / 4     | 1           | Wall Street II        | 2'07"38     | £ 23 590    |
| 29 septembre | Woodbine     | Canada      | Canadian International Stakes     | Gr. 1       | 2 400 m     | G. Stevens  | 19/10       | 1er / 7     | 2           | Chief Bearhart        | 2'33"20     | £ 283 019   |
| 26 octobre   | Woodbine     | Canada      | Breeders' Cup Turf                | Gr. 1       | 2 400 m     | G. Stevens  |             | 2e / 14     | 1 ¼         | Pilsudski             | 2'30"20     | £ 258 065   |
| 24 novembre  | Fuchu        | Japon       | Japan Cup                         | Gr. 1       | 2 400 m     | L. Dettori  | 66/10       | 1er / 15    | nez         | Fabulous La Fouine    | 2'23"80     | £ 1 073 993 |
| 1997, 5 ans  |              |             |                                   |             |             |             |             |             |             |                       |             |             |
| 3 avril      | Nad Al Sheba | Dubaï       | Dubaï World Cup                   | Gr. 1       | 2 000 m     | J. Bailey   |             | 1er / 12    | 1 ¼         | Siphon                | 2'01"91     | £ 1 428 471 |
| 6 juin       | Epsom        | Royaume-Uni | Coronation Cup                    | Gr. 1       | 2 400 m     | L. Dettori  | 5/4         | 1er / 5     | 5           | Dushyantor            | 2'37"72     | £ 113 895   |
| 26 juillet   | Ascot        | Royaume-Uni | King George & Queen Elizabeth St. | Gr. 1       | 2 400 m     | L. Dettori  | 4/1         | 4e / 8      | 4 ¾         | Swain                 | 2'36"45     | £ 22 100    |
| 19 août      | York         | Royaume-Uni | International Stakes              | Gr. 1       | 2 000 m     | L. Dettori  | 4/1         | 1er / 4     | 1 ½         | Desert King           | 2'12"10     | £ 202 152   |

## Au haras
Singspiel prend ses quartiers d'étalons à Dalham Hall Stud, le haras de son propriétaire à Newmarket. Proposé en début de carrière à £ 25 000, il connait une belle réussite dans ses nouvelles fonctions, et son tarif culminera à £ 50 000 en 2004. Il a aussi effectué une saison de monte en Australie en 2001 mais l'expérience ne fut pas renouvelé en raison des difficultés que l'étalon eut à voyagé si loin – ironie du sort pour celui qui fut un globe-trotter aguerri. Il a donné une douzaine de lauréats de groupe 1, parmi lesquels (avec entre parenthèses le père de mère) : 
- Solow (Highest Honor) : Dubaï Turf, Prix d'Ispahan, Queen Anne Stakes, Sussex Stakes, Queen Elizabeth II Stakes. Cheval d'âge de l'année en Europe (2015).
- Dar Re Mi (Top Ville) : Pretty Polly Stakes, Yorkshire Oaks, Dubai Sheema Classic. Mère de Too Darn Hot.
- Lahudood (Arazi) : Flower Bowl Invitational Stakes, Breeders' Cup Filly & Mare Turf. Deuxième mère de Baaeed.
- Moon Ballad (Shaadi) : Dubai World Cup.
- Confidential Lady (Dayjur) : Prix de Diane.
- Asakusa Den'en (Machiavellian) : Yasuda Kinen.
- Eastern Anthem (Zinaad) : Dubai Sheema Classic.
- Papineau (Grey Dawn) : Gold Cup.
- Hibaayeb (Lion Cavern) : Fillies' Mile.

Singspiel a été euthanasié en juillet 2010 à l'hôpital équin de Newmarket en raison d'une fourbure consécutive à une maladie.

## Origines
Singspiel est un fils de très bonne famille, issu de In The Wings, champion sur les pistes (Coronation Cup, Grand Prix de Saint-Cloud, Breeders' Cup Turf) et bon étalon, qui a tracé notamment en Allemagne grâce à ses fils Soldier Hollow et Adlerflug, tous deux champion sire outre-Rhin. Sa mère est la Canadienne Glorious Song, élevée au mythique haras Windfields Farm (celui de Northern Dancer), l'une des meilleures juments de son époque, lauréate de trois groupe 1, sacrée meilleure jument d'âge d'Amérique du Nord en 1980 et membre du Hall of Fame des courses canadiennes. Sœur du phénomène Devil's Bag (meilleur 2 ans américain en 1983) et de Saint Ballado (vainqueur de l'Arlington Classic et tête de liste des étalons américains en 2005) elle est devenue une grande poulinière puisque, outre Singspiel, on lui doit Rahy (Blushing Groom), deuxième des Middle Park Stakes avant de devenir un étalon de premier plan (père notamment du champion Fantastic Light), mais aussi Rakeen (Northern Dancer), placé de groupe 1 en Afrique du Sud où il a donné Jet Master, élu deux fois cheval de l'année et sacré sept fois tête de liste des étalons sud-africains. 

### Pedigree
| Origines de Singspiel (IRE), mâle bai né en 1992 | Origines de Singspiel (IRE), mâle bai né en 1992 | Origines de Singspiel (IRE), mâle bai né en 1992 | Origines de Singspiel (IRE), mâle bai né en 1992 |
| ------------------------------------------------ | ------------------------------------------------ | ------------------------------------------------ | ------------------------------------------------ |
| Père In The Wings 1986                           | Sadler's Wells 1981                              | Northern Dancer                                  | Nearctic                                         |
| Père In The Wings 1986                           | Sadler's Wells 1981                              | Northern Dancer                                  | Natalma                                          |
| Père In The Wings 1986                           | Sadler's Wells 1981                              | Fairy Bridge                                     | Bold Reason                                      |
| Père In The Wings 1986                           | Sadler's Wells 1981                              | Fairy Bridge                                     | Special                                          |
| Père In The Wings 1986                           | High Hawk 1980                                   | Shirley Heights                                  | Mill Reef                                        |
| Père In The Wings 1986                           | High Hawk 1980                                   | Shirley Heights                                  | Hardiemma                                        |
| Père In The Wings 1986                           | High Hawk 1980                                   | Sunbittern                                       | Sea Hawk                                         |
| Père In The Wings 1986                           | High Hawk 1980                                   | Sunbittern                                       | Pantoufle                                        |
| Mère Glorious Song 1976                          | Halo 1969                                        | Hail To Reason                                   | Turn-To                                          |
| Mère Glorious Song 1976                          | Halo 1969                                        | Hail To Reason                                   | Nothirdchance                                    |
| Mère Glorious Song 1976                          | Halo 1969                                        | Cosmah                                           | Cosmic Bomb                                      |
| Mère Glorious Song 1976                          | Halo 1969                                        | Cosmah                                           | Almahmoud                                        |
| Mère Glorious Song 1976                          | Ballade 1972                                     | Herbager                                         | Vandale                                          |
| Mère Glorious Song 1976                          | Ballade 1972                                     | Herbager                                         | Flagette                                         |
| Mère Glorious Song 1976                          | Ballade 1972                                     | Miss Swapsco                                     | Cohoes                                           |
| Mère Glorious Song 1976                          | Ballade 1972                                     | Miss Swapsco                                     | Soaring (Famille: 12-c)                          |